# Pavel
Pavel je moško osebno ime.

## Slovenske različice imena
- moške oblike imena: Pavl, Pavle, Pavlek, Pavlin, Pavlo, Pavo, Paul, Nandino
- ženske oblike imena: Pavla, Pavli, Pavlina, Paula

## Tujejezikovne različice imena
- pri Angležih: Paul, Paulie
- pri Francozih in Nemcih: Paul
- pri Italijanih: Paolo
- pri Špancih: Pablo
- v Katalonščini in Oksitanščini: Pau (katal. tudi Pal)
- pri Portugalcih in Galicijcih: Paulo
- pri Nizozemcih: Paulus, Paul
- pri Flamcih: Pauwel
- pri Ircih: Pól
- pri Škotih: P`ol
- pri Dancih: Poul, Paul, Palle
- pri Islandcih in v Ferščini: Pall
- pri Švedih in Norvežanih: P°al, Paul
- pri Fincih: Paavo, Pauli, Paavali
- pri Estoncih: Paul, Paavo
- pri Grkih: Paulós
- pri Poljakih: Paweł
- pri Rusih, Bolgarih in Čehih: Pavel (rus. manjš. Paša)
- pri Slovakih: Pavol
- pri Belorusih: Paval, Pavel, Paviel
- pri Latvijcih/Letoncih: Pauls, Pāvels, Pāvils
- pri Litvancih: Pauli(u)s
- pri Ukrajincih, tudi Estoncih?: Pavlo
- pri Srbih in Gruzincih: Pavle
- pri Makedoncih: Pavle, Pavel
- pri Hrvatih: Pavao, Pavle, Pavo
- pri Madžarih: Pál
- pri Romunih: Paul, Pavel?
- pri Albancih: Pal, Pali, Pavli
- pri Armencih: Boghos, Poghos
- pri Arabcih: Boulos, Bulus
- v Malteščini: Pawlu
- v Sardinščini: P`aulu
- v Esperantu: Paŭlo, Paĉjo
- v Korzijščini: Paulu
- v Maorščini: Paora

## Priimki
Pavli, Pauli, Pavlič, Pavlin, Pavlinc, Pavlinec, Paulinič, Pavlišič, Pavletič (Pavletić), Pavelič (Pavelić), Pavlovič (Pavlović), Pavšek, Pavšič, Pavlinič, Pavliha, Pavšič, Pavček, Paul, Pavel

## Izvor
Ime Pavel izhaja iz latinskega imena Paulus. To razlagajo iz latinskega pridevnika paulus v pomenu besede »majhen«.

## Pogostost imena
Po podatkih Statističnega urada Republike Slovenije je bilo na dan 31. decembra 2007 v Sloveniji število moških oseb z imenom Pavel: 2.823. Med vsemi moškimi imeni pa je ime Pavel po pogostosti uporabe uvrščeno na 83. mesto.

## Osebni praznik
V katoliškem koledarju je ime Pavel zapisano sedemkrat.  Pregled godovnih dni po novem bogoslužnem koledarju v katerih goduje Pavel.
- 15. januar, Pavel puščavnik († 15. jan. v 4. stol.)
- 25. januar, spreobrnjenje apostola Pavla
- 26. januar, Pavel, mučenec (26. jan. 362)
- 6. februar, Pavel Miki  in japonski mučenci († 6. feb. 1597)
- 7. marec, Pavel preprosti, puščavnik († 7. mar. v 4. stol.)
- 29. junij, Pavlovo mučeništvo (praznik apostolov Petra in Pavla)
- 19. oktober, Pavel od Križa, redovni ustanovitelj († 15. jan. v 4. stol.)

## Slavni nosilci imena
- papež Pavel III.
- papež Pavel IV.
- papež Pavel V.
- papež Pavel VI.
- apostol Pavel (tudi Sveti Pavel)
- Pavel I. Ruski
- Pavel I. Bribirski
- Pavel Diakon
- Pavel iz Teb (Pavel Puščavnik)

## Zanimivost
V Sloneniji je 21 cerkva sv. Pavla in 20 cerkva sv. Petra in Pavla. Po cerkvah sv. Pavla so poimenovana tudi naselja: Pavlica, Pavlova vas, Pavlovci, Pavlovski Vrh, Šentpavel, Šentpavel na Dolenjskem in Šentpavel pri Domžalah.